# نوک سر
در کالبدشناسی، به محل برخورد درز تاجی و درز پیکانی (سَهمی) در جمجمه نوکِ سَر (انگلیسی: Bregma) می‌گویند. نوک سر محل پیوند استخوان پیشانی و دو استخوان آهیانه است.
به این خاطر که در کودکان ناحیه جلوسر هنوز سفت نشده و با نام ملاج یا جاندانه شناخته می‌شود به نوک سر کودکان، ملاج پیشانی، ملاج قدامی، جلوسَر یا جاندانه پیشین گفته می‌شود.
برخی مفاهیم
محور پس‌سری نوک‌سری (Basibregmatic axis): خط عمودی که از نقطه وسط حامل جلوئی سوراخ استخوان پس‌سری به نقطه پائینی ـ عقبی ـ جانبی زاویه آرواره زیرین کشیده می‌شود.
خط قاعده‌ای ـ ملاجی (Basiobregmatic line): خطی که از نقطه وسط حاشیه جلویی سوراخ استخوان پس‌سری تا محل تلافی درز پیکانی و درز تاجی در سر کشیده می‌شود.

## نگارخانه

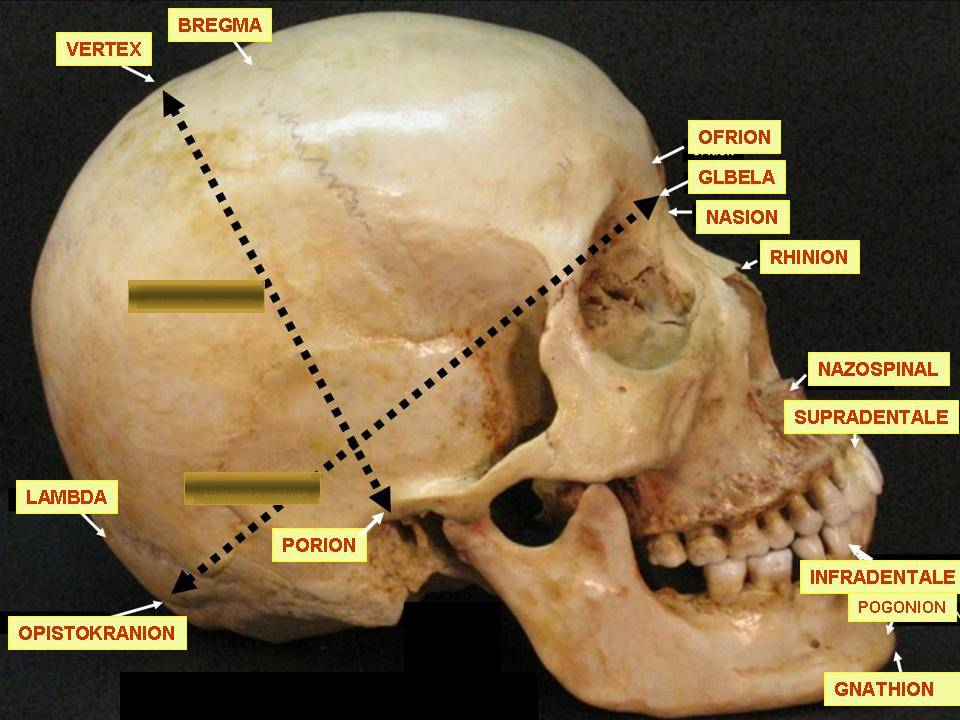
نوک سر انسان.
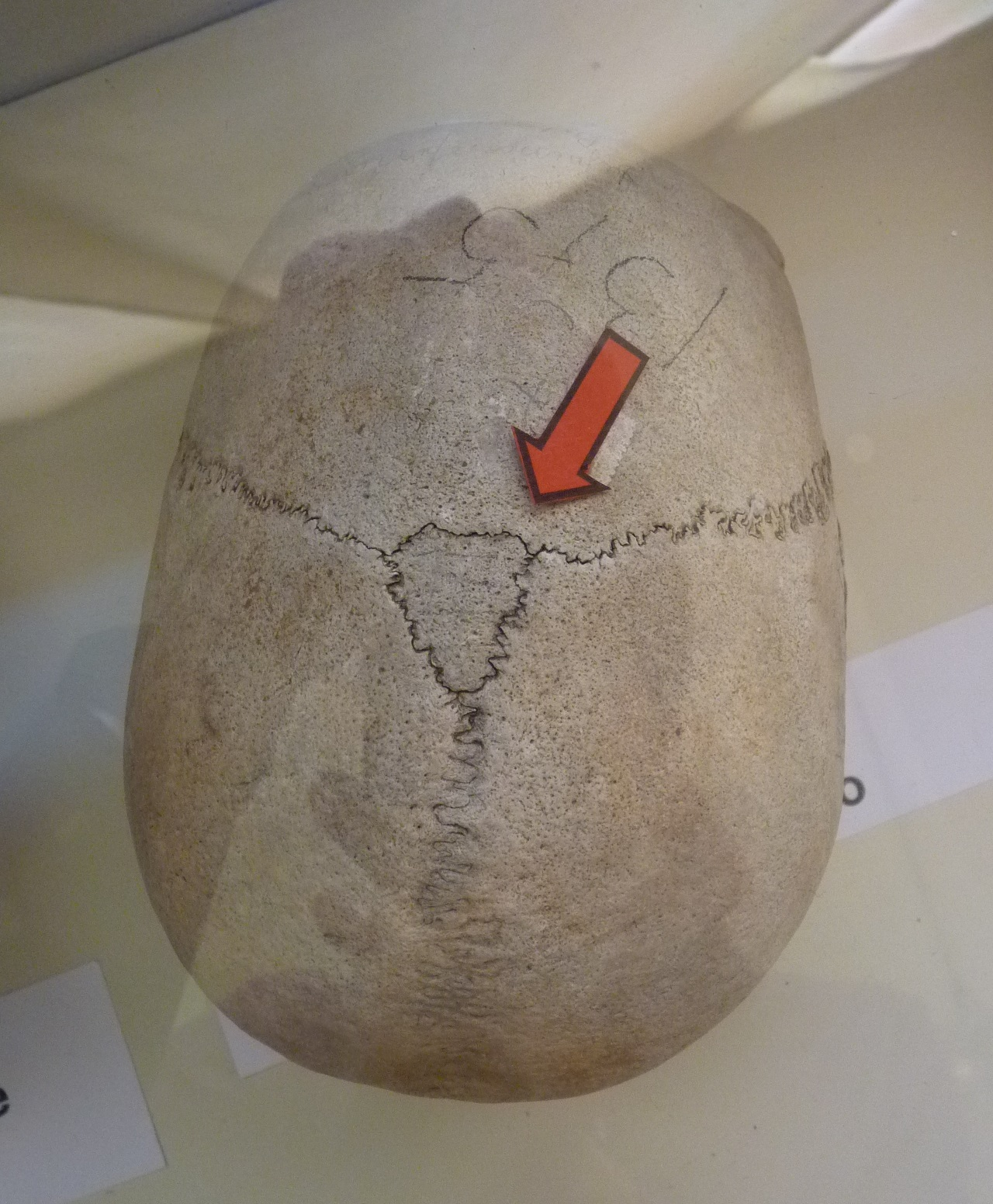